# 金鐘獎藝術文化節目主持人獎得獎列表
廣播金鐘獎藝術文化節目主持人獎是由文化部影視及流行音樂產業局在臺灣舉辦的現行頒發獎項。

## 歷屆得獎暨入圍名單
|  | 獲獎者 |

### 藝術文化節目主持人獎（第40屆～至今）
| 年度 （屆數）   | 廣播作品 |
| --------------- | --- |
| 2005 （第40屆） | 蔣勳／《美的沉思》／竹科廣播股份有限公司                                                                                  |
| 2005 （第40屆） | 王友蘭、王友梅／《說唱百老匯》／財團法人中央廣播電臺                                                                      |
| 2005 （第40屆） | 王秋娟／《國劇廳》／復興廣播電臺                                                                                          |
| 2005 （第40屆） | 施秀芬／《與我同行》／復興廣播電臺                                                                                        |
| 2005 （第40屆） | 梅少文／《生活掃描》／國防部政治作戰總隊漢聲廣播電臺                                                                      |
| 2006 （第41屆） | 施秀芬【金迪】、林祺宏／《與我同行》／復興廣播電台                                                                        |
| 2006 （第41屆） | 藍祖蔚／《小說映像館》／復興廣播電台                                                                                      |
| 2006 （第41屆） | 張曉瑩／《台灣心鄉土情》／國立教育廣播電臺                                                                                |
| 2006 （第41屆） | 蔣勳／《美的沉思》／竹科廣播股份有限公司                                                                                  |
| 2006 （第41屆） | 潘月琪／《漫步藝文大道》／國立教育廣播電臺彰化分臺                                                                        |
| 2007 （第42屆） | 蔣勳／《美的沉思．蔣勳時間》／竹科廣播股份有限公司                                                                        |
| 2007 （第42屆） | 王伊蕙（林禾）／《雅音流轉樂來香》／漢聲廣播電臺高雄分臺                                                                  |
| 2007 （第42屆） | 田麗雲（方平）／《欒樹下的歌聲》／復興廣播電臺                                                                            |
| 2007 （第42屆） | 周德仁（楚雲）／《楚雲說書》／財團法人佳音廣播電台                                                                        |
| 2007 （第42屆） | 張曉瑩（張卲聆）／《台灣心、鄉土情－聆聽台灣鄉土謳歌之美》／國立教育廣播電臺臺北總臺                                      |
| 2008 （第43屆） | 蔣勳／《美的沉思．蔣勳時間》／竹科廣播股份有限公司                                                                        |
| 2008 （第43屆） | 王友蘭、王友梅／《說唱百老匯》／財團法人中央廣播電臺                                                                      |
| 2008 （第43屆） | 田麗雲(方平)／《欒樹下的歌聲》／復興廣播電臺                                                                              |
| 2008 （第43屆） | 鄒瑩瑩(瑩瑩)／《在地美學館》／正聲廣播股份有限公司臺北調頻廣播電臺                                                        |
| 2008 （第43屆） | 劉惠月／《說唱客家戲曲》／財團法人寶島客家廣播電台                                                                        |
| 2009 （第44屆） | 瑩瑩(鄒瑩瑩)／《在地美學館》／正聲廣播股份有限公司臺北調頻廣播電臺                                                        |
| 2009 （第44屆） | 方平(田麗雲)／《樂活幸福城－文化生活地圖》／竹科廣播股份有限公司                                                          |
| 2009 （第44屆） | 天瑜(潘美緣)／《台灣部落格》／國立教育廣播電臺                                                                            |
| 2009 （第44屆） | 楊照／《閱讀音樂》／財團法人台北勞工教育電台基金會                                                                        |
| 2009 （第44屆） | 潘月琪／《漫步藝文大道》／國立教育廣播電臺彰化分臺                                                                        |
| 2010 （第44屆） | 端端【陳端慧】／《世界夢想音樂廳》／國立教育廣播電臺                                                                      |
| 2010 （第44屆） | 王一明【王騰懋】、梅子【張文玲】／《台灣答嘴鼓》／台灣聲音廣播興業股份有限公司                                            |
| 2010 （第44屆） | 方平【田麗雲】、尤克強／《今晚 我可以讀詩》／竹科廣播股份有限公司                                                         |
| 2010 （第44屆） | 黃信麗／《天下事客家心》／漢聲廣播電臺臺北總臺                                                                            |
| 2010 （第44屆） | 德芳【徐德芳】／《文化生活家》／國立教育廣播電臺                                                                          |
| 2011 （第46屆） | 方平【田麗雲】／《今晚我可以讀詩》／竹科廣播股份有限公司                                                                  |
| 2011 （第46屆） | 金笛【施秀芬】／《與我同行》／復興廣播電臺                                                                                |
| 2011 （第46屆） | 珊珊【呂明珊】／《建築美樂地》／漢聲廣播電臺臺北總臺                                                                      |
| 2011 （第46屆） | 郭強生／《文學居酒屋》／竹科廣播股份有限公司                                                                              |
| 2011 （第46屆） | 德芳【徐德芳】／《文化生活家》／國立教育廣播電臺                                                                          |
| 2012 （第47屆） | 端端【陳端慧】／《世界夢想音樂廳》／國立教育廣播電臺                                                                      |
| 2012 （第47屆） | 朱玲／《心靈地圖》／漢聲廣播電臺臺北總臺                                                                                  |
| 2012 （第47屆） | 張孟昕／《品味台灣》／正聲廣播股份有限公司臺北廣播電臺                                                                    |
| 2012 （第47屆） | 德芳【徐德芳】／《文化生活家》／國立教育廣播電臺                                                                          |
| 2012 （第47屆） | 顧璇【顧雪子】／《空中博物館》／內政部警政署警察廣播電臺臺北臺                                                            |
| 2013 （第48屆） | 朱家綺／《我的綺想世界》／財團法人中央廣播電臺                                                                            |
| 2013 （第48屆） | Yuka【陳君慈】／《發現台灣》／正聲廣播股份有限公司臺北廣播電臺                                                            |
| 2013 （第48屆） | 王一明【王騰懋】、梅子【張文玲】／《台灣答嘴鼓》／台灣聲音廣播興業股份有限公司                                            |
| 2013 （第48屆） | 朱全斌／《歌舞時光》／財團法人台北勞工教育電台基金會                                                                      |
| 2013 （第48屆） | 劉軒／《藝術好好玩》／飛碟廣播股份有限公司                                                                                |
| 2014 （第49屆） | 林夢萍、王晴／《現在演哪齣》／內政部警政署警察廣播電臺總臺                                                                |
| 2014 （第49屆） | 明華【吳祝育】、林茂賢／《談天說地 講台灣》／財團法人中央廣播電臺                                                         |
| 2014 （第49屆） | 梁兄哥【梁明達】／《樂光流域》／正聲廣播股份有限公司臺中廣播電臺                                                          |
| 2014 （第49屆） | 張孟昕／《品味台灣》／正聲廣播股份有限公司臺北調頻廣播電臺                                                                |
| 2014 （第49屆） | 楊照【李明駿】／《閱讀音樂》／財團法人台北勞工教育電台基金會                                                              |
| 2015 （第50屆） | 明華【吳祝育】、林茂賢／《談天說地講臺灣》／財團法人中央廣播電臺                                                          |
| 2015 （第50屆） | 王凡【王明恩】／《乘著歌聲的翅膀》／高雄廣播電臺                                                                          |
| 2015 （第50屆） | 朱家綺／《我的綺想世界》／財團法人中央廣播電臺                                                                            |
| 2015 （第50屆） | 珊珊【呂明珊】／《建築美樂地》／漢聲廣播電臺臺北總臺                                                                      |
| 2015 （第50屆） | 劉軒／《藝術好好玩》／飛碟廣播股份有限公司                                                                                |
| 2016 （第51屆） | 朱家綺／《我的綺想世界》／財團法人中央廣播電臺                                                                            |
| 2016 （第51屆） | 林政言／《文學邊城》／太陽廣播電台股份有限公司                                                                            |
| 2016 （第51屆） | 高美瑜／《臺灣名角唱京戲》／財團法人中央廣播電臺                                                                          |
| 2016 （第51屆） | 端端【陳端慧】／《世界夢想表演廳》／國立教育廣播電臺                                                                      |
| 2016 （第51屆） | 劉軒／《藝術好好玩》／飛碟廣播股份有限公司                                                                                |
| 2017 （第53屆） | 單煒明／《不單單是藝術》／國立教育廣播電臺                                                                                |
| 2017 （第53屆） | 小Q【羅方翰】／《音樂地球村》／復興廣播電臺                                                                               |
| 2017 （第53屆） | 郭強生／《文學居酒屋》／竹科廣播股份有限公司                                                                              |
| 2017 （第53屆） | 端端【陳端慧】／《世界夢想表演廳》／國立教育廣播電臺                                                                      |
| 2017 （第53屆） | 劉軒／《藝術好好玩》／飛碟廣播股份有限公司                                                                                |
| 2018 （第53屆） | 陳煒智／《臺灣電影筆記》／竹科廣播股份有限公司                                                                            |
| 2018 （第53屆） | 小Q【羅方翰】／《音樂地球村》／復興廣播電臺                                                                               |
| 2018 （第53屆） | 李勇／《動漫我要聽》／財團法人台北勞工教育電台基金會                                                                      |
| 2018 （第53屆） | 阿俊【徐智俊】／《客家金誠舞》／財團法人寶島客家廣播電台                                                                  |
| 2018 （第53屆） | 端端【陳端慧】／《世界夢想表演廳》／國立教育廣播電臺                                                                      |
| 2019 （第54屆） | 李清志／《建築新樂園》／財團法人台北勞工教育電台基金會                                                                    |
| 2019 （第54屆） | 世昌【洪世昌】／《台灣思想起》／國立教育廣播電臺                                                                          |
| 2019 （第54屆） | 朱家綺／《我的綺想世界》／財團法人中央廣播電臺                                                                            |
| 2019 （第54屆） | 端端【陳端慧】／《世界夢想表演廳》／國立教育廣播電臺                                                                      |
| 2019 （第54屆） | 藍祖蔚／《藍色電影院》／國立教育廣播電臺                                                                                  |
| 2020 （第55屆） | 端端【陳端慧】／《世界夢想表演廳》／國立教育廣播電臺                                                                      |
| 2020 （第55屆） | 朱家綺／《聲動美術館》／財團法人中央廣播電臺                                                                              |
| 2020 （第55屆） | 林菲／《生活AGOGO-說在地的故事》／全國廣播股份有限公司                                                                    |
| 2020 （第55屆） | 阿俊【徐智俊】、李文玫／《客家靚朱玉》／財團法人寶島客家廣播電台                                                          |
| 2020 （第55屆） | 謝哲青／《音樂心旅行》／財團法人台北勞工教育電台基金會                                                                    |
| 2021 （第56屆） | 阿田教授【廖新田】、土豆仁【王裕仁】／《寶島美術館》／國立教育廣播電臺                                                    |
| 2021 （第56屆） | 阿布絲·伊斯坦大／《源~藝識》／財團法人原住民族文化事業基金會                                                              |
| 2021 （第56屆） | 陳煒智／《臺灣電影筆記》／竹科廣播股份有限公司                                                                            |
| 2021 （第56屆） | 謝哲青／《音樂心旅行》／財團法人台北勞工教育電台基金會                                                                    |
| 2021 （第56屆） | 蘇瓦那【蘇瓦那·恩木伊·奇拉雅善】／《職人藝事變》／財團法人原住民族文化事業基金會                                          |
| 2022 （第57屆） | 端端【陳端慧】／《世界夢想表演廳》／國立教育廣播電臺                                                                      |
| 2022 （第57屆） | POLO【陳歆翰】、柚子【林品貝】／《臺灣文武爿》／財團法人中央廣播電臺                                                      |
| 2022 （第57屆） | 林菲／《生活AGOGO─「說在地的故事」》／全國廣播股份有限公司                                                                |
| 2022 （第57屆） | 阿布絲·伊斯坦大【詹明芫】／《源~藝識》／財團法人原住民族文化事業基金會                                                    |
| 2022 （第57屆） | 施尚廷、Junie Wang／《美學風格相對論》／竹科廣播股份有限公司                                                              |
| 2023 （第58屆） | POLO【陳歆翰】、柚子【林品貝】／《臺灣文武爿》／財團法人中央廣播電臺                                                      |
| 2023 （第58屆） | 王安祈、羅仕龍 ／《打開戲箱說故事》／竹科廣播股份有限公司                                                                 |
| 2023 （第58屆） | 易勳【邱奕勛】、Lemo【洪千喻】、陳宣丞、雅玲【黃雅玲】、阿金【蔡昀儒】／《The show must go on》／內政部警政署警察廣播電臺 |
| 2023 （第58屆） | 端端【陳端慧】／《世界夢想表演廳》／國立教育廣播電臺                                                                      |
| 2023 （第58屆） | 羅小Q【羅方翰】／《音樂地球村》／復興廣播電臺                                                                             |
| 2024 （第59屆） | POLO【陳歆翰】、柚子【林品貝】／《臺灣文武爿》／財團法人中央廣播電臺                                                      |
| 2024 （第59屆） | Uno 賴雨農【賴雨農】／《UnoLife 光聽你說》／好聽廣播股份有限公司                                                          |
| 2024 （第59屆） | 世昌【洪世昌】／《台灣思想起》／國立教育廣播電臺彰化分臺                                                                  |
| 2024 （第59屆） | 劉馬利／《有緣千里・話音樂》／臺北廣播電臺                                                                                |
| 2024 （第59屆） | 羅小Ｑ【羅方翰】／《音樂地球村》／復興廣播電臺                                                                            |
| 2025 （第60屆） | |
|                 | |
|                 | |
|                 | |
|                 | |

## 外部連結
- 廣播電視金鐘獎官方網站 （页面存档备份，存于）
- 歷屆廣播金鐘獎得獎入圍名單 （页面存档备份，存于），文化部影視及流行音樂產業局